# 라파 누이 (영화)
《라파 누이》(Rapa-Nui)는 미국에서 제작된 케빈 레이놀즈 감독의 1994년 역사 액션 모험 영화이다. 제이슨 스콧 리 등이 출연하였고, 케빈 코스트너 등이 제작에 참여하였다.

## 출연진
- 제이슨 스콧 리
- 이사이 모랄레스
- 샌드린 홀트
- 에루 포타카듀이스
- 고든 햇필드
- 클리프 커티스
- 로런스 마코아레

## 기타 제작진
- 미술: 조지 리들
- 의상: 존 블룸필드